# توماس پاگ
توماس پاگی (به آلمانی: Thomas Pogge) (متولد ۱۹۵۳) فیلسوف آلمانی معاصر است. او در زمینه فقر جهانی و راهکارهای برون‌رفت از آن دیدگاه‌های مهمی دارد. او دوره دکتری را با نگارش رساله‌ای به راهنمایی جان رالز در دانشگاه هاروارد گذراند.

## دیدگاه‌ها
توماس پاگی فقر جهانی و حقوق بشر را از مسائل مهم و اساسی فلسفه سیاسی معاصر می‌داند. عمده تمرکز این فیلسوف و شاگرد جان رالز بر همین دو مسئله است. پاگی معتقد است که قریب به ۲/۵ میلیارد نفر در جهان در فقر شدید زندگی می‌کنند که از تغذیه خوب و مناسب و غذاهای اساسی محروم هستند. همچنین به اعتقاد او این عده از آب آشامیدنی سالم، بهداشت اولیه، سرپناه مناسب، سواد و مراقبتهای بهداشتی اولیه نیز محروم هستند. وی در خصوص اهمیت فقر جهانی این نکته را متذکر می‌شود که حدود یک سوم از مرگ و میر سالانه جهانی ناشی از فقر است. این تعداد در سال به ۱۸ میلیون نفر می‌رسد که بیش از ۱۰ میلیون از این تعداد کودکان زیر ده سال هستند. پاگی عنوان می‌کند رفع این فاجعه به لحاظ اقتصادی چندان کاری ندارد. او می‌گوید تنها اگر یک درصد از درآمد ملی کشورهای با درآمد بالا به فقر جهانی اختصاص یابد این پدیده از بین می‌رود، اما به رغم این موضوع این کشورها تمایلی برای تخصیص درآمد خود به فقیران ندارند.